# Shut Your Mouth and Open Your Eyes
Shut Your Mouth And Open Your Eyes är ett musikalbum från AFI, som släpptes 1997.

## Låtlista
1. Keeping Out of Direct Sunlight
2. Three Reasons
3. A Single Second
4. pH Low
5. Let It Be Broke
6. Third Season
7. Lower Your Head and Take It in the Body
8. Coin Return
9. The New Patron Saints and Angels
10. Three Seconds Notice
11. Salt For Your Wounds
12. Today's Lesson
13. The Devil Loves You
14. Triple Zero
15. Last Caress

Last Caress är en Misfits-cover, och finns enbart med på vinylutgåvan.